# 13198 Banpeiyu
13198 Banpeiyu è un asteroide della fascia principale. Scoperto nel 1997, presenta un'orbita caratterizzata da un semiasse maggiore pari a 2,2837681 UA e da un'eccentricità di 0,0731176, inclinata di 3,68439° rispetto all'eclittica.